# Asylum (2008)
Asylum is een film uit 2008 onder regie van David R. Ellis.

## Verhaal
Een aantal eerstejaarsstudenten ontdekken dat de universiteit waar ze wonen ooit een beruchte psychiatrische inrichting was. Als het semester begint, worden ze geconfronteerd met trauma's die ze in het verleden hebben opgedaan. Al snel worden ze ook nog eens geterroriseerd door de geest van de arts die in het verleden jarenlang de patiënten van het gesticht teisterde.

## Rolverdeling
- Sarah Roemer - Madison
  - Caroline Kent - Madison (11 jr.)
- Jake Muxworthy - Holt
- Carolina Garcia - Maya
- Ellen Hollman - Ivy
- Randall Sims - Rez
- Travis Van Winkle - Tommy
- Cody Kasch - String
- Joe Inscoe - Mackey
- Gabe Wood - Kelso
- Mark Rolston - De Dokter
- Brantley Pollock - Brandon (12 jr.)